# Кто расскажет небылицу?
«Кто расска́жет небыли́цу?» (арм. Ով էնպիսի սուտ ասի...) — советский рисованный мультипликационный фильм режиссёра Роберта Саакянца по мотивам армянской сказки Ованеса Туманяна «Лжец», созданный в 1982 на киностудии «Арменфильм».

## Сюжет
Скучающий царь, задумавшись, чем бы развлечься, призывает к себе советника. Тот предлагает объявить конкурс небылиц, а перед этим обещать, что если царь в ответ на чей-нибудь рассказ скажет «Неправда», «Не верю», рассказчик получит в награду полцарства; любой же, кому царь «поверит» — а поверит, по указанию советника, в любом случае, — должен будет отдать царю всё своё имущество. Царь объявляет конкурс, после чего 300 конкурсантов, попавшись на удочку, расстаются с последним.
Но однажды к царю приходят три брата. Старший и средний пытаются вызвать недоверие царя диковинными байками, но тот на всё равнодушно отвечает «Верю». Когда же очередь рассказывать доходит до младшего брата, ещё мальчика, тот заявляет, что ему некогда рассказывать небылицы и что он пришёл по поручению своего села, у которого царь одалживал мешок золота. Тот в ужасе восклицает: «Неправда это!», потом, осознав, что натворил, поправляется: «То есть правда!». Тогда мальчик достаёт огромный мешок и говорит: «А если правда — долг возвращай! Нам до зимы надо дома построить, всем по корове купить!». Царь восклицает: «Так ведь в такой мешок всё мое царство целиком уместится?», на что мальчик возражает: «Целиком? Нет. Целиком не уместится, только половина. Или не веришь?»
Этот логический парадокс приводит обитателей дворца в полное смятение: царь падает в обморок, советник плачет и уходит вместе с колонной, за которую схватился, стража роняет оружие. В финальной сцене мультфильма жители села выносят из дворца длинный мешок, на котором написано «Полцарства».

## Съёмочная группа
- автор сценария, режиссёр, художник-постановщик и мультипликатор — Роберт Саакянц
- оператор — Алиса Кюрдиан
- композитор — Роберт Амирханян
- звукооператор — Карен Курдиян
- художники: Юбик Мурадян, Степан Галстян, А. Карапетян, Миртад Газазян, И. Патрик, Н. Ахинян, Владимир Маилян, М. Манукян
- ассистенты: Мадо Адамян, А. Карагаш
- роли озвучивали:
  - Олег Голубицкий — царь
  - Андрей Тарасов — советник
  - Ярослава Турылёва — младший брат
  - Кристиан Янакиев — старший брат
  - Станислав Захаров — средний брат
  - Юрий Сорокин — глашатай
  - Владимир Антоник — ведущий новостей
- редактор — Грачя Бейлерян
- директор — Генрих Шаапуни

## Издания
С середины 1990-х годов мультфильм выпускался компанией «Мастер Тэйп» на VHS. В 2000 году перевыпущен той же компанией — в сборнике мультфильмов «Детский кинотеатр: Ходжа Насреддин».
В 1989 году по мотивам мультфильма был выпущен диафильм «Кто расскажет небылицу»